# Mariusz Puzio
Mariusz Zdzisław Puzio (ur. 12 marca 1966 w Mysłowicach) – polski hokeista, reprezentant Polski, olimpijczyk, trener.

## Kariera klubowa
Jest wychowankiem Polonii Bytom, w klubie tym spędził większość kariery zawodniczej. Ponadto przez 10 lat występował w Unii Oświęcim. Od sezonu 2006/2007 grał w Zagłębiu Sosnowiec. W 2008 powrócił do Polonii Bytom. Po sezonie 2008/2009, po którym Polonia została zdegradowana z ekstraklasy, przerwał grę. 25 kwietnia 2010 nastąpiło oficjalne zakończenie kariery zawodniczej. Wraz z nim uczynili to dwaj inni wybitni hokeiści Polonii Bytom, Krzysztof Kuźniecow i Tomasz Jaworski.
W trakcie kariery zyskał pseudonim Puzon.

## Kariera reprezentacyjna
Mariusz Puzio był wielokrotnym reprezentantem Polski. Uczestniczył w pięciu turniejach mistrzostw świata Grupy B: 1990, 1991, 1993, 1994, 1995 oraz na zimowych igrzyskach olimpijskich 1992 w Albertville.

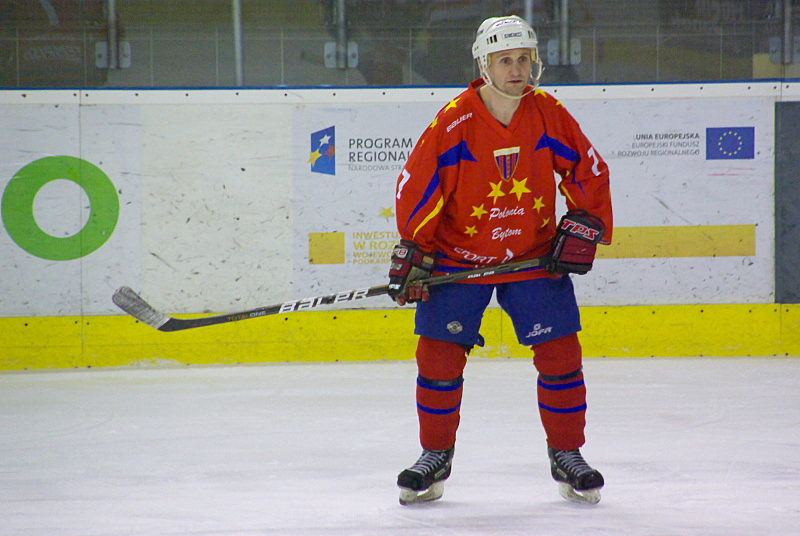
Mariusz Puzio podczas meczu na Mistrzostwach Polski Oldboyów w Sanoku (Arena Sanok, 2012)

## Sukcesy
Reprezentacyjne
- Awans do Grupy A mistrzostw świata: 1991

Klubowe
- Złoty medal mistrzostw Polski: 1986, 1988, 1989, 1990, 1991 z Polonią Bytom, 1998, 1999, 2000, 2001, 2002, 2003, 2004 z Unią Oświęcim
- Srebrny medal mistrzostw Polski: 1983, 1985, 1987 z Polonią Bytom, 1997, 2005 z Unią Oświęcim
- Brązowy medal mistrzostw Polski: 1993 z Polonią Bytom, 1996 z TTH Toruń
- Puchar „Sportu” i PZHL: 1986, 1989, 1992 z Polonią Bytom
- Puchar Polski: 2000, 2002 z Unią Oświęcim
- Finał Pucharu Polski: 2004 z Unią Oświęcim

Indywidualne ligowe
- Rekordzista pod względem rozegranych spotkań w lidze: 758 razy
- Trzeci pod względem liczby goli strzelec w lidze polskiej: 481
- Zdobywca „Złotego Kija” za sezon 1991/1992

Indywidualne reprezentacyjne
- 75-krotny reprezentant Polski: 37 goli
- 5-krotny uczestnik turniejów mistrzostw świata: 41 meczów, 20 goli
- Olimpijczyk z Albertville (1992)

Szkoleniowe
- Złoty medal I ligi: 2021 z Polonią Bytom

Wyróżnienia
- Najlepszy zawodnik w historii Polonii Bytom wybrany w głosowaniu internetowym kibiców: 2021[3]

## Kariera trenerska
9 marca 2009 został trenerem Polonii Bytom. Pozostał nim do 2010. Od maja 2014 asystent głównego szkoleniowca Polonii Bytom. W sezonie 2015/2016 trener juniorskiego zespołu Polonii Bytom w Centralnej Lidze Juniorów.
W połowie 2019 został trenerem seniorskiego zespołu Polonii Bytom. Pod jego wodzą drużyna w edycji 2019/2020 zajęła piąte miejsce, a w sezonie 2020/2021 triumfowała w rozgrywkach. Po sezonie 2024/2025 odszedł ze stanowiska.

## Życie prywatne
Syn Zdzisława i Stanisławy Szczepańskiej. Absolwent Zasadniczej Szkoły Zawodowej Nr 2 w Bytomiu (ślusarz 1984). Mieszka w Bytomiu, jest żonaty, ma dwie córki. Jego kuzyn Dariusz także został hokeistą i zawodnikiem Polonii Bytom.